# Triphora brunnea
Triphora brunnea is een slakkensoort uit de familie van de Triphoridae. De wetenschappelijke naam van de soort is voor het eerst geldig gepubliceerd in 1871 door Pease.